# ルドルフ島
ルドルフ島 (ルドルフとう、ロシア語: Остров Рудольфа, 英語: Rudolf Island) は、ロシア・フランツ・ヨーゼフ諸島の最北端にある島である。島の名前は、オーストリア・ハンガリー北極遠征（1872年-1874年）のときに、オーストリア皇太子ルドルフ (1858年-1889年) の名前から付けられた。ロシアの行政区画では、島はアルハンゲリスク州に属する。
ルドルフ島は、ほぼすべて氷河でおおわれている。場所は 北緯81度46分02秒 東経58度33分36秒 / 北緯81.767222度 東経58.56度座標: 北緯81度46分02秒 東経58度33分36秒 / 北緯81.767222度 東経58.56度 に位置し、北極点にもっとも近い。標高はもっとも高い箇所で 461 m (1,512 ft) である。その場所のため、島は多くの極地遠征で準備のために利用されていた。2度目の国際極年 (1932年-1933年) の間に島で設立された気象観測所は、世界最北だった。
テプリッツ湾が、北行きの船の停留所として利用されていた。1899年から1900年の間に行われたアブルッツィ公ルイージ・アメデーオの探検では、この地域で留まった。1903年から1905年のチーグラー極地遠征では、大きな小屋が建てられた。
ルドルフ島は険しい地形であるため、飛行機で離陸可能な場所は一箇所しかなく、氷河上の 300 m (1,000 ft) の小さな地帯のみである。それは、世界初の氷上飛行場で、1936年につくられた。
フリゲリ岬はルドルフ島の北端に位置し、ロシアおよびヨーロッパの最北端である。

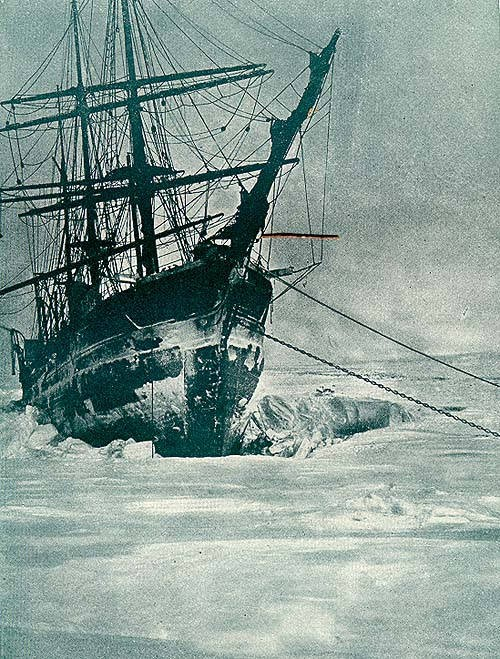
テプリッツ湾で孤立した船（1904年）